# Gypsy lyre
Gypsy lyre — український гурт, заснований 2009 року під назвою Jazz Lyre, сучасна назва — 3 2015 року (перекладається як «циганська гітара»).
Склад гурту: 
- Геннадій Бондар — лідер та засновник колективу, гітара.
- Олександр Лисенко — гітара.
- Андрій Мороз — ударні.

## Історія
- У 2009 р. гурт виступив зі своїм першим сольним концертом.[1]
- У лютому 2013 року гурт виступив на розігріві Домініка Міллєра[джерело?].
- З 2016 р. гурт став працювати з етно-співачкою Іванкою Червінською. Спільно вони видали два альбоми «Перша хвиля» (2016 р.) та "В обіймах колискових "[2] та презентували кліп на пісню «Покоси»[3] та «Яка я си красна»[4].
- У 2016 р. гурт виступив зі Златою Огневич на концерті пам'яті Миколи Мозгового з піснею «Грай музико моя»[5], де аранжування і виконання в стилі фламенко отримало надзвичайно позитивні відгуки глядачів та муз.критиків[джерело?].
- У 2017 р. гурт виступав із Марією Бурмакою і згодом став її основним складом. Спільно були записані пісні «Танцюй»[6], «Що ти про мене знаєш»[7], «Як би ми», «Лінія», видано альбом «Улюблені класики»[8] за підтримки УКФ спільно з гуртом.

Гурт також співпрацював з Ольга Цибульською, Іриною Білик, Віктором Павликом.

### Участь у фестивалях
- « LIVE IN BLUE BAY» 2010, 2011[10], 2012, 2013 (м. Коктебель)
- «Jazz Koktebel» 2010 (альтернативна сцена),
- «Kazantip» у рамках спортивно-музичного фестивалю «Z-Games» 2011,
- «Україна у наших серцях» 2011 (м. Прага),
- «Крим Music Fest» 2011,
- закриття III Київського міжнародного кінофестивалю 2011,
- фестиваль «УКРАЇНА МУЗИКА ЄВРОПА» 2012 (м. Київ),
- «Україна у наших серцях» 2012 (м. Прага),
- «Космополіт Джаз Фест» 2012 (м. Київ)
- Street Music та OpenAir на Leopolis Jazz Fest (м. Львів), 2018
- Міжнародний форум Східної та Центральної Європи VIA CARPATIA (с. Криворівня), 2018
- Міжнародний фестиваль української ретро-музики ім. Богдана Весоловського (м. Одеса), 2018
- Київ-етно-мюзік-фест «Віртуози фолку»[11](м. Київ), 2018
- Фестиваль ТВОЯ КРАЇНА FEST[12][13](11 міст України) 2018

## Альбоми
- «Лазурь» (2010 р.)
- «Південні Вітри» — (2013 р.)
- «Перша хвиля» — Іванка Червінська & Gypsy Lyre (2016 р.)
- «В обіймах колискових» — Іванка Червінська & Gypsy Lyre (2020 р.)
- «Улюблені класики»- Марія Бурмака & Gypsy Lyre (2021 р.)

## Колишні учасники
- Орхан Агабейлі (перкусія)
- Максим Ворог (гітара)
- Ярослав Ліщух (барабани)
- Олександр Тригуб (перкусія)